# هوهرنلي
هوهرنلي (بالإنجليزية: Hörnli)‏ هو أحد جبال سلسلة الألب السويسرية وجزء من القمة الأم يقع في كانتون زيورخ، سويسرا. يبلغ ارتفاع الجبل حوالي 1133 متر، بينما يبلغ ارتفاع نتوء الجبل متر.

## المناخ
يظهر الجدول التالي التغييرات المناخية على مدار السنة لهوهرنلي:
| البيانات المناخية لـهوهرنلي       | البيانات المناخية لـهوهرنلي | البيانات المناخية لـهوهرنلي | البيانات المناخية لـهوهرنلي | البيانات المناخية لـهوهرنلي | البيانات المناخية لـهوهرنلي | البيانات المناخية لـهوهرنلي | البيانات المناخية لـهوهرنلي | البيانات المناخية لـهوهرنلي | البيانات المناخية لـهوهرنلي | البيانات المناخية لـهوهرنلي | البيانات المناخية لـهوهرنلي | البيانات المناخية لـهوهرنلي | البيانات المناخية لـهوهرنلي |
| الشهر                             | يناير                       | فبراير                      | مارس                        | أبريل                       | مايو                        | يونيو                       | يوليو                       | أغسطس                       | سبتمبر                      | أكتوبر                      | نوفمبر                      | ديسمبر                      | المعدل السنوي               |
| --------------------------------- | --------------------------- | --------------------------- | --------------------------- | --------------------------- | --------------------------- | --------------------------- | --------------------------- | --------------------------- | --------------------------- | --------------------------- | --------------------------- | --------------------------- | --------------------------- |
| متوسط درجة الحرارة الكبرى °م (°ف) | 1.6 (34.9)                  | 1.6 (34.9)                  | 4.8 (40.6)                  | 9.3 (48.7)                  | 13.9 (57.0)                 | 17.0 (62.6)                 | 19.6 (67.3)                 | 18.8 (65.8)                 | 14.8 (58.6)                 | 10.9 (51.6)                 | 5.3 (41.5)                  | 2.3 (36.1)                  | 10.0 (50.0)                 |
| المتوسط اليومي °م (°ف)            | −0.9 (30.4)                 | −0.8 (30.6)                 | 1.8 (35.2)                  | 5.1 (41.2)                  | 9.7 (49.5)                  | 12.7 (54.9)                 | 15.1 (59.2)                 | 14.9 (58.8)                 | 11.3 (52.3)                 | 7.8 (46.0)                  | 2.7 (36.9)                  | 0.0 (32.0)                  | 6.6 (43.9)                  |
| متوسط درجة الحرارة الصغرى °م (°ف) | −3.4 (25.9)                 | −3.2 (26.2)                 | −0.7 (30.7)                 | 2.1 (35.8)                  | 6.5 (43.7)                  | 9.4 (48.9)                  | 11.8 (53.2)                 | 11.8 (53.2)                 | 8.6 (47.5)                  | 5.3 (41.5)                  | 0.4 (32.7)                  | −2.4 (27.7)                 | 3.9 (39.0)                  |
| متوسط الرطوبة النسبية (%)         | 75                          | 76                          | 76                          | 73                          | 74                          | 75                          | 75                          | 77                          | 82                          | 81                          | 81                          | 78                          | 77                          |
| ساعات سطوع الشمس الشهرية          | 90                          | 96                          | 122                         | 141                         | 161                         | 174                         | 212                         | 195                         | 150                         | 120                         | 81                          | 67                          | 1٬608                       |
| المصدر: MeteoSwiss                |                             |                             |                             |                             |                             |                             |                             |                             |                             |                             |                             |                             |                             |